# ハイコ・ヴェスターマン
ハイコ・ヴェスターマン（Heiko Westermann, 1983年8月14日 - ）は、ドイツ出身の元サッカー選手。元ドイツ代表。現役時代のポジションは、ディフェンダー。

## 経歴
2008年2月6日、オーストリア代表戦に先発出場し、代表デビュー。EURO 2008の登録メンバーにも選ばれたが、試合出場はなかった。2009-10シーズンには、所属するシャルケ04で、マルセロ・ボルドンに代わって、キャプテンに任命された。2010年のFIFAワールドカップでは代表に選ばれていたものの、直前のハンガリーとの親善試合で左足を負傷し、病院での検査の結果骨折していることが分かり、ワールドカップは断念する形となった。
シャルケでは本職のCBのみならず、両SB、センターハーフと複数のポジションで起用されたが、本人は処遇に不満を感じ、2010年7月21日にハンブルガーSVへ移籍。移籍早々キャプテンに任命された。

## 代表歴

### 出場大会など
- U-21ドイツ代表
- ドイツ代表
  - 2008年2月6日 - A代表初出場（親善試合） - オーストリア代表戦（エルンスト・ハッペル・シュターディオン）
  - 2008年9月6日 - A代表初得点（2010 FIFAワールドカップ・ヨーロッパ予選） - リヒテンシュタイン代表戦（ラインパーク・シュタディオン）
  - 2008年 EURO 2008（準優勝）